# 爬行 (人類)

一個正在爬行的男子

爬行又稱爬、匍匐，是指人类同時通過四肢向前運動，是人類的一種運動方式。它是人类婴儿最早学会的步态之一， 并且与其他灵长目和非灵长目四足步行动物的爬行很像。 